# NGC 725
NGC 725 je galaksija u zviježđu Kit.

## Vanjske poveznice
- SEDS: NGC 725